# Kaestneria longissima
Kaestneria longissima is een spinnensoort in de taxonomische indeling van de hangmatspinnen (Linyphiidae).
Het dier behoort tot het geslacht Kaestneria. De wetenschappelijke naam van de soort werd voor het eerst geldig gepubliceerd in 1983 door Zhu & Wen.